# Jane Barkman
Jane Barkman (n. 20 septembrie 1951, Bryn Mawr⁠(d), Comitatul Montgomery, Pennsylvania, Pennsylvania, SUA) este o înotătoare americană, medaliată olimpică. A participat la două ediții ale Jocurilor Olimpice (1968, 1972) în care a câștigat 4 medalii de aur și o medalie de bronz.